# Pro Evolution Soccer 2013
Pro Evolution Soccer 2013 (oficialmente abreviado como PES 2013, y llamado World Soccer: Winning Eleven 2013 en Japón) es un videojuego de fútbol de la serie Pro Evolution Soccer desarrollado y publicado por Konami. El juego fue anunciado por Konami el 18 de abril de 2012, fue lanzado el 20 de septiembre en Europa y empezó a ser puesto en venta el 25 de septiembre en América.

## Demos
La primera, disponible a partir del 25 de julio, contaba con las selecciones de Inglaterra, Alemania, Italia y Portugal, y los clubes brasileños Santos, Internacional, Flamengo y Fluminense. La segunda, algo más similar al juego final, fue lanzada el 28 de agosto para Xbox y el 29 de agosto para PlayStation. Solamente estuvo conformada por los clubes Real Madrid, Barcelona, Athletic de Bilbao, Valencia, Manchester United, Juventus, Bayern Múnich, además de los sudamericanos Santos, Corinthians y Boca Juniors, y el mexicano Chivas de Guadalajara.

## Novedades
El juego mantiene el mismo motor gráfico utilizado en la entrega predecesora, el Pro Evolution Soccer 2012. A pesar de unos ajustes en el mismo, es posible encontrar diferencias con respecto a su antecesor. Se ve el intento de mejorar el realismo en las caras de varios futbolistas. Por otra parte, Konami ha trabajado mucho en los movimientos específicos de varios de los jugadores más importantes del mundo (entre los que se incluyen a Cristiano Ronaldo, Lionel Messi, Neymar, Zlatan Ibrahimović y Andrés Iniesta) para dar la sensación de estar viendo a los mismos futbolistas en la vida real.
Uno de los cambios más importantes ha sido la mejora de la Inteligencia Artificial. De ahora en adelante, los compañeros de equipo buscarán desmarcarse de los rivales, encontrando diferentes espacios a lo largo del partido, y cubriendo zonas que hagan parecer un partido a uno de la vida real. Los porteros han sido los más afectados en las modificaciones de IA. A partir de esta entrega, los porteros, tanto el rival como el guardameta del usuario, serán mucho más inteligentes a la hora de parar pelotas difíciles, no enviándolas siempre a córner o complicando a la defensa. También se han mejorado sus actitudes en los 1 contra 1.

## Portada
Cristiano Ronaldo vuelve a ser el protagonista global en esta entrega.
| Región o País | Jugador           |
| ------------- | ----------------- |
| Global        | Cristiano Ronaldo |
| Latinoamérica | Neymar            |
| Japón         | Shinji Kagawa     |

## Competiciones
Para esta edición, se añade por primera vez la Liga Brasileña con todos los clubes licenciados, aunque el logo y nombre de la liga no, el resto de ligas, son las mismas que aparecieron en el Pro Evolution Soccer 2012.

### Nacionales
| Región       | Competición         | Licencia |
| ------------ | ------------------- | -------- |
| Inglaterra   | Premier League      | 3        |
| Inglaterra   | Copa de la Liga     | 3        |
| Francia      | Ligue 1             | 1        |
| Francia      | Copa de Francia     | 2        |
| Italia       | Serie A             | 2        |
| Italia       | Copa Italia         | 2        |
| España       | Liga BBVA           | 1        |
| España       | Copa del Rey        | 2        |
| Portugal     | Primeira Liga       | 3        |
| Portugal     | Copa de Portugal    | 2        |
| Países Bajos | Eredivisie          | 1        |
| Países Bajos | KNVB Beker          | 2        |
| Brasil       | BrasileirãoNueva    | 2        |
| Brasil       | Copa de BrasilNueva | 2        |
| Generico     | Liga PES            | 4        |
| Generico     | Copa PES            | 4        |
| Generico     | Liga WENueva        | 4        |
| Generico     | Copa WENueva        | 4        |

### Internacionales
| Región        | Competición           | Licencia |
| ------------- | --------------------- | -------- |
| Europa        | UEFA Champions League | 1        |
| Europa        | UEFA Europa League    | 1        |
| Europa        | UEFA Supercup         | 1        |
| Latinoamérica | Copa Libertadores     | 1        |

1: Licenciada.
2: Logo y nombre de la competición no están licenciados.
3: Logo y nombre de la competición, más escudos y nombres de todos los equipos, menos Manchester United en la Premier League y Benfica, Braga, Porto y Sporting de Lisboa en la Primeira Liga, no están licenciados.
4: Ficticia.

## Nombres reales de los clubes

### Barclays Premier League
North London - Arsenal
West Midlands Village - Aston Villa
London FC - Chelsea
Merseyside Blue - Everton
West London White - Fulham
Merseyside Red - Liverpool
Man Blue - Manchester City
Manchester United
Tyneside - Newcastle United
Northluck C - Norwich City
North West London - Queens Park Rangers
Berkshire Blues - Reading
Soton - Southampton
The Potteries - Stoke City
Wearside - Sunderland
Swearcle - Swansea City
North East London - Tottenham Hotspur
West Midlands Stripes - West Bromwich Albion
East London - West Ham United
Lancashire Athletic - Wigan Athletic

### Liga ZON Sagres
Aratalcao - Académica
Befmaxao - Beira-Mar
SL Benfica
SC Braga
Estralpao - GD Estoril Praia
Gavorence - Gil Vicente FC
Maseadeira - CS Marítimo
Meraszilho - Moreirense FC
Nardimcol - CD Nacional
Osquancha - SC Olhanense
Podefteza - FC Paços de Ferreira
FC Porto
Rovaneche - Rio Ave FC
Sporting de Lisboa
Visicutao - Vitória de Guimarães
Verfolcao - Vitória Setúbal

## Otros equipos
Para esta edición, se destaca la ausencia de los clubes argentinos Boca Juniors y River Plate en otros latinoamericanos. Desapareciendo completamente de esta edición, en otros europeos se ausentan de Oţelul Galaţi de Rumanía, FC Rubin Kazán de Rusia, Rangers Football Club de Escocia (Debido a su Descenso) HJK Helsinki de Finlandia, AIK Estocolmo de Suecia, FC Basilea de Suiza y Trabzonspor de Turquía. A su vez, vuelve el CFR Cluj de Rumania y el FC Spartak de Moscú de Rusia (estos equipos se ausentaron en la edición anterior) Con respecto a equipos nuevos, tenemos al FC Nordsjælland de Dinamarca y al Motherwell FC de Escocia, remplazando al Rangers FC. Del resto, son los mismos equipos de la edición anterior.

### Europeos
| País            | Equipo                     |
| --------------- | -------------------------- |
| Bélgica         | RSC Anderlecht             |
| Bélgica         | Club Brugge KV             |
| Croacia         | GNK Dinamo Zagreb          |
| República Checa | Sparta Praga               |
| Dinamarca       | FC Copenhague              |
| Dinamarca       | FC Nordsjælland Nueva      |
| Alemania        | FC Bayern Munchen          |
| Alemania        | Schalke 04                 |
| Grecia          | AEK Atenas FC              |
| Grecia          | Olympiacos FC              |
| Grecia          | Panathinaikos FC           |
| Grecia          | PAOK Salónica FC           |
| Polonia         | Wisła Cracovia             |
| Rumania         | CFR Cluj Vuelve            |
| Rusia           | PFC CSKA Moscú             |
| Rusia           | FC Spartak de Moscú Vuelve |
| Rusia           | FC Zenit San Petersburgo   |
| Turquía         | Beşiktaş J. K.             |
| Turquía         | Fenerbahçe S.K.            |
| Turquía         | Galatasaray S.K.           |
| Escocia         | Celtic FC                  |
| Escocia         | Motherwell FC Nueva        |
| Ucrania         | FK Shajtar Donetsk         |
| Ucrania         | FC Dinamo de Kiev          |

## Selecciones nacionales
El juego contiene un total de 118 selecciones nacionales: 20 africanas, 20 asiáticas, 10 norteaméricanas, 53 europeas, 10 sudaméricanas y 5 oceánica.
Las novedades son la pérdida de las licencias de las selecciones de Países Bajos y Corea del Sur (camisetas y jugadores ficticios), también se destaca la ausencia de la selección de Togo, que es remplazada por la selección de Zambia (probablemente su inclusión se deba a que Zambia fue el campeón de la Copa Africana del 2012). Mientras en Asia las ausencias son de la selecciones de ambas son remplazadas por Omán (regresa tras ausentarse en la edición anterior) y Líbano (selección nueva) aunque con jugadores ficticios. 
| Confederación | Selección              | Licencia | Notas  |
| ------------- | ---------------------- | -------- | ------ |
| CAF           | Argelia                | 3        |        |
| CAF           | Angola                 | 3        |        |
| CAF           | Benín                  | 1        |        |
| CAF           | Botsuana               | 1        |        |
| CAF           | Burkina Faso           | 2        |        |
| CAF           | Camerún                | 2        |        |
| CAF           | Costa de Marfil        | 2        |        |
| CAF           | Egipto                 | 2        |        |
| CAF           | Ghana                  | 1        |        |
| CAF           | Guinea                 | 3        |        |
| CAF           | Kenia                  | 2        |        |
| CAF           | Malí                   | 3        |        |
| CAF           | Marruecos              | 3        |        |
| CAF           | Nigeria                | 2        |        |
| CAF           | Senegal                | 3        |        |
| CAF           | Sudáfrica              | 2        |        |
| CAF           | Togo                   | 2        |        |
| CAF           | Túnez                  | 3        |        |
| CAF           | Zambia                 | 3        | Nueva  |
| CAF           | Zimbabue               | 3        | Nueva  |
| AFC           | Afganistán             | 1        |        |
| AFC           | Arabia Saudita         | 3        |        |
| AFC           | Australia              | 1        |        |
| AFC           | Baréin                 | 1        |        |
| AFC           | Bangladés              | 2        |        |
| AFC           | Catar                  | 3        |        |
| AFC           | China                  | 3        |        |
| AFC           | Corea del Norte        | 3        |        |
| AFC           | Corea del Sur          | 3        |        |
| AFC           | Emiratos Árabes Unidos | 3        |        |
| AFC           | Irán                   | 3        |        |
| AFC           | Iraq                   | 3        |        |
| AFC           | Japón                  | 1        |        |
| AFC           | Jordania               | 3        |        |
| AFC           | Kuwait                 | 3        |        |
| AFC           | Líbano                 | 3        | Nueva  |
| AFC           | Omán                   | 3        | Vuelve |
| AFC           | Siria                  | 2        |        |
| AFC           | Tailandia              | 3        |        |
| AFC           | Uzbekistán             | 2        |        |
| UEFA          | Albania                | 1        |        |
| UEFA          | Alemania               | 1        |        |
| UEFA          | Andorra                | 1        |        |
| UEFA          | Armenia                | 2        |        |
| UEFA          | Austria                | 2        |        |
| UEFA          | Azerbaiyán             | 2        |        |
| UEFA          | Bélgica                | 1        |        |
| UEFA          | Bielorrusia            | 1        |        |
| UEFA          | Bosnia y Herzegovina   | 3        |        |
| UEFA          | Bulgaria               | 2        |        |
| UEFA          | Kazajistán             | 2        |        |
| UEFA          | Croacia                | 1        |        |
| UEFA          | Chipre                 | 1        |        |
| UEFA          | Dinamarca              | 2        |        |
| UEFA          | Escocia                | 1        |        |
| UEFA          | Eslovaquia             | 3        |        |
| UEFA          | Eslovenia              | 2        |        |
| UEFA          | España                 | 1        |        |
| UEFA          | Estonia                | 1        |        |
| UEFA          | Inglaterra             | 1        |        |
| UEFA          | Islas Feroe            | 1        |        |
| UEFA          | Finlandia              | 2        |        |
| UEFA          | Francia                | 1        |        |
| UEFA          | Gales                  | 3        |        |
| UEFA          | Georgia                | 1        |        |
| UEFA          | Grecia                 | 1        |        |
| UEFA          | Países Bajos           | 3        |        |
| UEFA          | Hungría                | 2        |        |
| UEFA          | Irlanda                | 1        |        |
| UEFA          | Irlanda del Norte      | 1        |        |
| UEFA          | Islandia               | 1        |        |
| UEFA          | Israel                 | 2        |        |
| UEFA          | Italia                 | 1        |        |
| UEFA          | Letonia                | 1        |        |
| UEFA          | Liechtenstein          | 1        |        |
| UEFA          | Lituania               | 1        |        |
| UEFA          | Luxemburgo             | 2        |        |
| UEFA          | Macedonia del Norte    | 1        |        |
| UEFA          | Malta                  | 1        |        |
| UEFA          | Moldavia               | 1        |        |
| UEFA          | Montenegro             | 3        |        |
| UEFA          | Noruega                | 2        |        |
| UEFA          | Polonia                | 2        |        |
| UEFA          | Portugal               | 1        |        |
| UEFA          | República Checa        | 1        |        |
| UEFA          | Rumanía                | 2        |        |
| UEFA          | Rusia                  | 2        |        |
| UEFA          | San Marino             | 1        |        |
| UEFA          | Serbia                 | 3        |        |
| UEFA          | Suecia                 | 1        |        |
| UEFA          | Suiza                  | 2        |        |
| UEFA          | Turquía                | 1        |        |
| UEFA          | Ucrania                | 3        |        |
| CONCACAF      | Canadá                 | 3        |        |
| CONCACAF      | Costa Rica             | 3        |        |
| CONCACAF      | Estados Unidos         | 3        |        |
| CONCACAF      | Guatemala              | 2        |        |
| CONCACAF      | Haití                  | 2        |        |
| CONCACAF      | Honduras               | 3        |        |
| CONCACAF      | Jamaica                | 1        |        |
| CONCACAF      | México                 | 3        |        |
| CONCACAF      | Panamá                 | 3        |        |
| CONCACAF      | Trinidad y Tobago      | 1        |        |
| OFC           | Fiyi                   | 2        |        |
| OFC           | Nueva Zelanda          | 2        |        |
| OFC           | Papúa Nueva Guinea     | 1        |        |
| OFC           | Islas Salomón          | 1        |        |
| OFC           | Tahití                 | 2        |        |
| CONMEBOL      | Argentina              | 2        |        |
| CONMEBOL      | Bolivia                | 2        |        |
| CONMEBOL      | Brasil                 | 2        |        |
| CONMEBOL      | Chile                  | 2        |        |
| CONMEBOL      | Colombia               | 2        |        |
| CONMEBOL      | Ecuador                | 3        |        |
| CONMEBOL      | Paraguay               | 3        |        |
| CONMEBOL      | Perú                   | 2        |        |
| CONMEBOL      | Uruguay                | 2        |        |
| CONMEBOL      | Venezuela              | 3        |        |

1: Totalmente licenciado.
2: Parcialmente licenciado.
3: Sin licenciar.

## Jugadores ficticios
Estos son los verdaderos nombres de los jugadores ficticios del PES 2013 (A la izquierda el nombre ficticio, a la derecha el nombre real).
NOTA: Los jugadores con este símbolo (*) son los que si existen en el juego PES 2013.

### CONCACAF

#### Estados Unidos
| - Hallaso – Tim Howard* - Gustaphon – Clarence Goodson - Bonacelna – Carlos Bocanegra - Chilinder – Steve Cherundolo - Jaynerd – Fabian Johnson - Blawney – Michael Bradley* - Jochima – Jermaine Jones* - Ezlo – Maurice Edu* | - Dewlay – Clint Dempsey* - Dotan – Landon Donovan - Godler – Hérculez Gómez - Gurton – Brad Guzan* - Palhorse – Michael Parkhurst - Olieve – Oguchi Onyewu* - Camizon – Geoff Cameron - Chembert – Timothy Chandler | - Carllanez – Edgar Castillo - Bakeman – Kyle Beckerman - Billdanie – Danny Williams - Mezetoram – José Francisco Torres - Schuler - Brek Shea - Aztore – Jozy Altidore* - Bozinga – Terrence Boyd |

#### MéxicoMéxico
| - Corma - José Corona - Rogadeliz – Francisco Rodríguez - Molazico – Hector Moreno * - Mequizo - Severo Meza - Tornares – Jorge Torres Nilo - Zatojo – Jesús Zavala - Sajuan – Carlos Salcido - Paolobani – Pablo Barrera* Desaparece tras DLC 2.0 | - Gurzallo – Andrés Guardado* - Domino Samuz – Giovani Dos Santos * - JavuHerano - Javier Hernández* - Orgo – Guillermo Ochoa* - Tagozola – Alfredo Talavera - Manatoz – Rafael Márquez - Arzerra - Hugo Ayala - Mozujau - Jesús Molina | - Juerzo – Efraín Juárez - Pequirez - Luis Ernesto Pérez - Luigesta - Édgar Gerardo Lugo - Angeraz - Edgar Andrade - Algorellez – Ángel Reyna - Perrigna - Oribe Peralta - Delanixabis – Aldo de Nigris |

### CONMEBOL

#### EcuadorEcuador
| - Docnoboz - Alexander Domínguez - Baquirra - Máximo Banguera - Juancarlo - Jayro Campos - Efranuz - Frickson Erazo - Padolla - Juan Carlos Paredes* - Guragura - Jorge Guagua - Alyachuri Gabriel Achilier* - Calmadoz - Diego Calderón | - Wagner - Walter Ayoví - Caldamillo - Segundo Castillo - Norya - Christian Noboa - Vandia - Antonio Valencia* - Monvergo - Jefferson Montero - Mitoz - Renato Ibarra - Queronaz - Fernando Gaibor - Mencis - Felipe Caicedo* | - Cruzarez - Enner Valencia* - Saytala - Luis Saritama - Roharrez - Joao Rojas - Bernalez - Marlon de Jesús - Raillarez - Óscar Bagüí - Achive - Jaime Ayoví - Bozalle - Fidel Martínez |

#### ParaguayParaguay
| - Dalabazc – Diego Barreto - Vellar – Darío Verón - Da Siuva – Paulo da Silva - Boshu – Carlos Bonet - Misamodeo – Miguel Samudio - Mogarlle – Víctor Cáceres - Rigrejo – Cristian Riveros - Algeroz - Marcos Riveros | - Elzutarbu - Marcelo Estigarribia* Aparece tras DLC 2.0 - Neuton – Nelson Haedo Valdez* Aparece tras DLC 2.0 - Basquez – Lucas Barrios - Vireal – Justo Villar - Jocinquo – Joel Silva - Manuheraz – Julio César Manzur - Pixieilla – Iván Piris* - Baguilar – Tomás Bartomeus | - Calxidez – Luis Cardozo - Barteni – Edgar Barreto* - Megadez – Osvaldo Martínez - Holapabeza – Hernán Pérez - Bezuroma – Edgar Benítez - Otheroz - José Ortigoza - Carzejo – Luis Nery Caballero |

#### VenezuelaVenezuela
| - Reys Vent – Renny Vega - Arzenueta – Fernando Amorebieta* - Viscomariz – Oswaldo Vizcarrondo - Rocharlez – Roberto Rosales* - Gavi Silque – Gabriel Cichero - Riveico – Tomás Rincón - Sertoz – Luis Manuel Seijas - Hellaporaz – Edgar Pérez Greco | - Aromga – Juan Arango - Mikhalis – Nicolás Fedor “Miku” * - Sromtan – Salomón Rondón* - Lei Morano – Leonardo Morales - Rogan – Rafael Romo - Ferguazudo – Rolf Feltscher - Pezra – Grenddy Perozo - Gojormu – Alexander González | - Fpacoraz – Francisco Flores - Degohul – Giácomo Di Giorgi - Gerazujo – Juan Guerra - Oztoco – Yohandry Orozco - Delabatoz – Yonathan Del Valle* - Faschuner – Frank Feltscher - Rolmunho – Mario Rondón* |

### UEFA

#### EslovaquiaEslovaquia
| - March – Ján Mucha* - Sirikael – Martin Škrtel* - Hucalon – Tomáš Hubočan* - Petralek – Peter Pekarík - Streamen - Dušan Švento - Kavac – Juraj Kucka* - Malov Cecf – Marek Čech - Jondelek - Erik Jendrišek | - Smalech – Miroslav Stoch* - Halitam – Marek Hamšík* - Holikom – Filip Hološko* - Penaros – Dušan Perniš - Dorka – Ján Ďurica - Saghene – Kornel Saláta - Mithoras – Ľubomír Michalík - Zagauliv – Radoslav Zabavník | - Guerdo - Karim Guédé - Komponek – Kamil Kopúnek - Welden – Vladimír Weiss* - Berbesik - Michal Breznaník - Jicela – Róbert Jež - Silanok – Stanislav Šesták - Bertas - Marek Bakoš |

#### GalesGales
| - Hentrey – Wayne Hennessey - Airbill – Ashley Williams* - Danblat – Darcy Blake - Garde – Chris Gunter* - Mowshire – Adam Matthews* - Crims – Andrew Crofts* - Aruzey – Joe Allen - Belasie – Craig Bellamy* Desaparece tras DLC 2.0 | - Beck – Gareth Bale* - Razrough – Aaron Ramsey* - Morshire – Steve Morison* - Plois – Lewis Price - Dayne Coil – Danny Collins* - San Raretts –Sam Ricketts - Terrenth – Neil Taylor* - Dalenardy – David Edwards | - Aleycort – Andy King - Leydon – Joe Ledley* - Karber – Hal Robson-Kanu - Corton – Jack Collins - Vorssin – David Vaughan* - Chanes – Simon Church* - Vorton – Sam Vokes |

#### HolandaHolanda
| - Staijlaas – Maarten Stekelenburg* - Hetarch – John Heitinga* - Vmaard – Ron Vlaar* - Vandewijk – Gregory van der Wiel* - Wareison – Jetro Willems* - Vanborg – Mark van Bommel* - Dejanir – Nigel de Jong* - Rochaner – Arjen Robben* - Asuraaz – Ibrahim Afellay* | - Smeigeer – Wesley Sneijder* - Vonpeers – Robin van Persie* - Veyga – Michel Vorm* - Ksupe – Tim Krul* - Meinaamsen – Joris Mathijsen* - Bugaal – Wilfred Bouma* - Buytoors – Khalid Boulahrouz* Aparece tras DLC 2.0 - Soularoum - Stijn Schaars* - Sreetken – Kevin Strootman* | - Vandervoors – Rafael van der Vaart* Desaparece tras DLC 2.0 - Karuud – Dirk Kuyt* - Dejaloom – Luuk de Jong* Desaparece tras DLC 2.0 - Handreil – Klaas-Jan Huntelaar* - Nautseem – Luciano Narsingh* |

## Estadios
Estos son todos los estadios licenciados y genéricos de PES 2013.

### PC, Xbox 360 y PlayStation 2 y 3
| Número | País             | Estadio                          | Equipo                              | Nombre verdadero             |
| ------ | ---------------- | -------------------------------- | ----------------------------------- | ---------------------------- |
| 1      | Inglaterra       | Wembley Stadium                  | Inglaterra                          | Licenciado.                  |
| 2      | Inglaterra       | Old Trafford                     | Manchester United                   | Licenciado.                  |
| 3      | Alemania         | Bristol Mary Stadium             | FC Schalke 04                       | Veltins-Arena                |
| 4      | Inglaterra       | Rose Park Stadium                | Aston Villa FC                      | Villa Park                   |
| 5      | Inglaterra       | Royal London Stadium             | Arsenal                             | Emirates Stadium             |
| 6      | España           | Santiago Bernabéu                | Real Madrid                         | Licenciado.                  |
| 7      | España           | Camp Nou                         | FC Barcelona                        | Licenciado.                  |
| 8      | España           | MestallaNuevo                    | Valencia FC                         | Licenciado.                  |
| 9      | España           | Vicente CalderónNuevo            | Atlético de Madrid                  | Licenciado.                  |
| 10     | España           | Ciutat de ValènciaNuevo          | Levante                             | Licenciado                   |
| 11     | España           | Reyno de NavarraNuevo            | Osasuna                             | Licenciado.                  |
| 12     | España           | Ramón Sánchez PizjuánNuevo       | Sevilla FC                          | Licenciado.                  |
| 13     | España           | La RosaledaNuevo                 | Málaga CF                           | Licenciado.                  |
| 14     | España           | Estadio RCD Español1Nuevo        | RCD Español                         | Licenciado.                  |
| 15     | España           | San MamésNuevo                   | Athletic Club                       | Licenciado.                  |
| 16     | España           | Benito VillamarínNuevo           | Real Betis                          | Licenciado.                  |
| 17     | España           | Coliseum Alfonso PérezNuevo      | Getafe CF                           | Licenciado.                  |
| 18     | España           | Nuevo Los CármenesNuevo          | Granada CF                          | Licenciado.                  |
| 19     | España           | Iberostar EstadiNuevo            | RCD Mallorca                        | Licenciado.                  |
| 20     | España           | AnoetaNuevo                      | Real Sociedad                       | Licenciado.                  |
| 21     | España           | Campo de Fútbol de VallecasNuevo | Rayo Vallecano                      | Licenciado.                  |
| 22     | España           | Estadio de La RomaredaNuevo      | Real Zaragoza                       | Licenciado.                  |
| 23     | España           | Estadio de Riazor                | Real Club Deportivo de La Coruña    | Licenciado.                  |
| 24     | España           | Estadio de BalaídosNuevo         | Real Club Celta de Vigo             | Licenciado.                  |
| 25     | España           | Estadio José ZorrillaNuevo       | Real Valladolid Club de Fútbol      | Licenciado.                  |
| 26     | España           | Estadio del Nuevo Triunfo1       | RCD Español                         | Estadio Cornellà-El Prat     |
| 27     | Francia y Mónaco | Stade de France                  | Francia                             | Licenciado.                  |
| 28     | Francia y Mónaco | Stade Luis II                    | AS Mónaco FC                        | Licenciado.                  |
| 29     | Francia y Mónaco | Stade de Sagittaire              | Olympique de Lyon                   | Stade Gerland                |
| 30     | Italia           | San Siro2                        | AC Milan                            | Licenciado.                  |
| 31     | Italia           | Il Nuovo Stadio della Juventus   | Juventus FC                         | Licenciado.                  |
| 32     | Italia           | Stadio Olimpico                  | SS Lazio y AS Roma                  | Licenciado.                  |
| 33     | Italia           | Giuseppe Meazza2                 | Inter de Milán                      | Licenciado.                  |
| 34     | Italia           | Stadio Orione                    | Catania                             | Stadio Angelo Massimino      |
| 35     | Alemania         | Allianz Arena3                   | F. C. Bayern de Múnich              | Licenciado.                  |
| 36     | Alemania         | Burg Stadion                     | Werder Bremen                       | Weserstadion                 |
| 37     | Portugal         | Estádio da Luz                   | SL Benfica                          | Licenciado.                  |
| 38     | Portugal         | Estádio do Dragão                | F.C. Porto                          | Licenciado.                  |
| 39     | Portugal         | Estadio José Alvalade            | Sporting Lisboa                     | Licenciado.                  |
| 40     | México           | Ville Marie Stadium              | América y México                    | Estadio Azteca               |
| 41     | Brasil           | Estádio do MorumbiNuevo          | São Paulo                           | Licenciado.                  |
| 42     | Brasil           | Estadio Urbano CaldeiraNuevo     | Santos FC                           | Licenciado.                  |
| 43     | Brasil           | Estadio de Escorpião             | Brasil, CR Flamengo y Fluminense FC | Estadio Maracaná             |
| 44     | Paraguay         | Estadio Amazonas                 | Paraguay                            | Estadio Defensores del Chaco |
| 45     | Japón            | Estadio de Palenque              | Nagoya Grampus Eight                | Estadio Toyota               |
| 46     | Marruecos        | Mohamed Lewis Stadium            | Raja Casablanca y Wydad Casablanca  | Estadio Mohamed V            |
| 47     | Japón            | Saitama Stadium 2002Nuevo        | Urawa Red Diamonds                  | Licenciado.                  |
| 48     | Corea del Sur    | Konami Stadium                   | Ulsan Hyundai Horang-i              | Estadio Mundialista de Ulsan |

1: Por alguna razón se repite en el juego el Estadio Cornellà-El Prat.
2: Es el mismo estadio, pero el San Siro publicita al AC Milan y el Giuseppe Meazza, publicita al Inter de Milán.
3: En el modo UEFA Champions League, pasa a llamarse "Fußball Arena München".

## Comentaristas
Estas son las duplas de comentaristas en esta versión de la saga.
| Región o País             | Idioma    | Comentaristas                               |
| ------------------------- | --------- | ------------------------------------------- |
| España                    | Español   | Carlos Martínez Julio Maldonado "Maldini"   |
| Hispanoamérica            | Español   | Christian Martinoli Luis García             |
| Inglaterra Estados Unidos | Inglés    | Jon Champion Jim Beglin                     |
| Brasil                    | Portugués | Silvio Luiz Mauro Beting                    |
| Japón                     | Japonés   | Jon Kabira Hiroshi Nanami Tsuyoshi Kitazawa |
| Italia                    | Italiano  | Pierluigi Pardo Luca Marchegiani            |
| Portugal                  | Portugués | Pedro Sousa. Luís Freitas Lobo              |

## Banda sonora
Esta es la lista de canciones que incluye PES 2013:
- El Negro 5 Estrellas - "Suename El Timbal"
- Imagine Dragons - "On Top of the World"
- Michel Teló - "Ai se eu te Pego"
- Oberhofer - "Gold"
- Rednek - "They Call Me (Radio Mix)"
- Savoir Adore - "Dreamers"
- The Teeth - "See Spaces"
- Vakeró - "Tu Pai"

## Acuerdo entre la Liga BBVA y Konami
Desde la versión anterior, PES 2012, Konami llegó a un acuerdo con la Liga BBVA y licenció completamente todos los clubes de dicha liga. En esta versión, Konami incluye los 20 estadios (20 y 1 repetido) de la Liga BBVA.

## Actualizaciones
- Si se juega al PES2013 posteriormente al cierre de servidores y se quiere cargar datos del juego anterior, este presentara un error en los nombres de los estadios Morumbi y Urbano Caldeira, estos estaran con los nombres que se hayan puesto en el juego anterior y no se podrán cambiar.

### DLC 1.0
Fue lanzado el 20 de diciembre de 2012 e incluyó:
- Estadios licenciados: Estadio José Zorrilla (Valladolid), Estadio Municipal de Riazor (Deportivo La Coruña) y Estadio Municipal de Balaídos (Celta de Vigo).
- Actualiza las plantillas y uniformes de 37 equipos, entre los que se incluyen al Torino, Fiorentina, Ajax, Vitesse, Beşiktaş, Olympique de Marsella, FC Porto, PSV y Corinthians.

### DLC 2.0
Fue lanzado el 11 de octubre de 2012 e incluyó:
- Actualización de plantillas
- Nuevas botas
- Otros objetos relacionados con la UEFA

#### Versión 1.01
- Se añadió el Modo Comunidad en línea para implementar las funciones de:

1. Un widget que permite jugar en otro modo mientras no se conecta ningún rival.
2. Ocho miembros de la comunidad como máximo en cada partido en línea.
3. Cuatro miembros de la comunidad como máximo en cada equipo para enfrentarse a otro equipo de la comunidad.

- Se creó una aplicación de Facebook myPES2013.
- Se configuró en Liga Máster un partido especial para ganar puntos de bonificación en línea.
- Se dispuso que los usuarios puedan rendirse en el descanso de un partido rápido.
- Se realizaron diversos ajustes para mejorar la experiencia de juego

### Versión 1.02
El parche fue lanzado el 29 de noviembre de 2012 e incluyó:
- Mejoras en la Liga Máster en línea y el Modo Entrenamiento.
- Nuevas botas.
- Se eliminó el sistema de autoguardado (de ser fijo pasó a ser opcional).
- Mejoras generalizadas en el menú "Football Life"

### DLC 3.0
Se lanzó el 20 de diciembre de 2012 junto con el parche 1.03 e incluyó mejoras en elementos de jugabilidad. Se incluyó nuevamente la capacidad de cambiar jugadores dentro de un partido en línea multijugador, permitiendo a los usuarios cambiar hábilmente a sus jugadores. La aplicación myPES también ha sido revisada para mejorar los partidos de los usuarios y su accesibilidad, al igual que también se ha mejorado el apartado en línea introduciendo cambios a la hora de enlazar usuarios para jugar al utilizar equipos de la Master League Online. Se han arreglado los problemas con el Online Pass y un pequeño problema con los dorsales de los jugadores de la Master League Online ha sido corregido. Se mejoró el juego en cuanto a las celebraciones de los jugadores y las decisiones a la hora de pitar un fuera de juego. Se corrigió tanto el cursor como las habilidades de los porteros.

#### Versión 1.03
Fue lanzado el 20 de diciembre de 2012 e incluyó lo siguiente:
- Se modificó el reglamento de la ficha de los jugadores.
- Se modificó el movimiento del jugador.
- Los usuarios pueden cambiar el cursor entre varios jugadores durante partidos multijugador libres.
- Se solucionaron los siguientes problemas:

1. Si un usuario intentaba jugar a Liga Master en línea u otros modos en línea para jugar solo, después de jugar un partido clasificado en 2 vs. 2, había que eliminar el segundo usuario para que se pudiese crear el nuevo partido.
2. A veces, los jugadores controlados por el COM no podían ser sustituidos durante Partidos en Comunidad.

- Se efectuaron otros ajustes en todos los modos para mejorar la experiencia de juego de todos los usuarios.

Además dicho parche incluyó:
- Nuevas celebraciones para Neymar, Javier Hernández (Chicharito) y Maya Yoshida.
- Nuevas botas (últimos modelos): 4 botas de Adidas, 2 de Nike, 3 de Umbro y 4 de Mizuno.

### DLC 4.0
Fue lanzado el 7 de marzo de 2013 e incluyó los nuevos fichajes de las transferencias del invierno europeo, entre ellos el de Beckham y Drogba y otros. Además fueron añadidos 8 pares de botas nuevos:
- Adidas: adiPure 11Pro, adiZero F50 y Predator Lethal Zones.
- Nike: CTR360, Mercurial IX, T90 y Tiempo.

### DLC 5.0
Fue lanzado el 25 de abril de 2013 e incluyó nuevos equipos y jugadores para recrear la Copa Libertadores 2013, actualización de uniformes de clubes, escudos, uniformes de los árbitros y adición del nuevo balón.

#### Versión 1.04
Fue lanzada el 25 de abril de 2013 e incluyó la incorporación y actualización de equipos con las plantillas de jugadores actual incorporando al menú un nuevo modo de juego, la Copa Libertadores (Update), es decir, la edición 2013.

### DLC 6.0
Fue lanzado el 21 de mayo de 2013 e incluyó los nombres correctos de los equipos de la Copa Libertadores (Update). Aplicable en casos en que se mostraban nombres de equipos incorrectos si se aplicaba el paquete de datos anterior (DLC 5.0) sin haber actualizado el juego a la Versión 1.04 (el último parche).